# 인제 한계산성
인제 한계산성(麟蹄 寒溪山城)은 대한민국 강원특별자치도 인제군 북면 한계리에 있는 산성이다.
1973년 7월 31일 강원도의 기념물 제17호 한계산성(寒溪山城)으로 지정되었다가, 2019년 10월 21일 대한민국의 사적 제553호로 승격되었다.

## 개요
강원도 인제군 북면 한계리의 천연적으로 험준한 지형을 이용하여 지어진 산성으로, 성안에 계곡을 품고 산을 빙둘러 쌓았다.
『신증동국여지승람』에는 성의 둘레가 6278척(1902m), 높이 4척(1.3m)이라 기록되어 있어, 상당히 큰 규모의 산성이었을 것으로 보인다. 이 성은 신라 경순왕 때 지어져 고려와 후백제군이 대치하여 혈전을 벌이던 곳이다.
옛 기록에 의하면 성안에 망경대가 있어 경순왕이 망해가는 신라를 바라보면서 눈물을 흘렸다는 전설이 깃들어 있기도 하다. 또한 『고려사』, 『조휘열전』에는 고종 46년(1259)에 몽고군과 조휘가 이끄는 반란군이 이 성을 공격하였으나, 산성방호별감 안홍민이 야별초를 거느리고 출격하여 무찔렀다는 기록이 있다.
자연석을 다듬어 쌓고 군데군데 쐐기돌을 박은 성벽은 현재도 그 형태가 그대로 보존되어 있다. 성안에는 우물터, 대궐터, 절터가 있었다고 하지만 현재 우물터는 찾을 수 없고, 어지럽게 흩어져 있는 기와장들과 함께 대궐터와 절터를 알아볼 수 있다.

## 사적 지정 사유
인제 한계산성은 중세시기 활용에 대한 역사기록이 분명하고, 대몽항전에서 승전한 역사적인 장소이다. 남한지역에서 가장 험준한 곳에 축조된 산성으로, 상·하성의 구조, 독특한 성문, 원성(元城)과 떨어진 별설(別設)의 돈후(墩堠) 시설 등 그 특징이 뚜렷한 가치를 가지고 있는 역사적·학술적 가치가 높은 유적이다.

## 같이 보기
- 인제군

## 참고 자료
- 인제 한계산성 - 국가유산청 국가유산포털